# La Défense (stacja metra)
La Défense Grande Arche – stacja linii nr 1 w Paryżu. Stacja znajduje się w dzielnicy La Défense. Została otwarta 1 kwietnia 1992 r. Stacja jest połączona z kolejką podmiejską RER. W 2004 r. ze stacji skorzystało 12,81 miliona osób.
Razem ze stacją RER i autostradą znajduje się dokładnie pod Grande Arche, w sercu biznesowej dzielnicy Paryża.
W 2009 była to 9. najpopularniejsza stacja w paryskim metrze, z 14,2 mln pasażerów rocznie.

## Połączenia autobusowe i tramwajowe
- autobusy RATP: 73, 141, 144, 159, 161, 174, 178, 258, 262, 272, 275, 276,

278, 360, 378, Balabus
- Express A14, La Défense - Mantes-la-Jolie, La Défense - Les Muraeux, La Défense - Orgeval Verneuil-sur-Seine
- autobusy nocne: N24
- tramwaje: T2